# 八大公山国家级自然保护区
八大公山国家级自然保护区位于中国湖南省张家界市桑植县境内，武陵山山脉北端，由斗篷山、杉木界和天平山3个保护站组成，总面积约232平方公里。建立于1982年。1986年成为国家级自然保护区。是目前亚热带地区保存最完整、面积最大的原始次生林区。